# Asobara kovacsi
Asobara kovacsi är en stekelart som först beskrevs av Papp 1966.  Asobara kovacsi ingår i släktet Asobara och familjen bracksteklar. Inga underarter finns listade.